# Something Wicked This Way Comes (musikalbum av Iced Earth)
Denna artikel handlar om albumet av Iced Earth, för albumet av Freddie Wadling, se Something Wicked This Way Comes (Freddie Wadling-album). För Ray Bradburys bok, se Oktoberfolket.
Something Wicked This Way Comes är det amerikanska heavy metal/power metal-bandet Iced Earths femte studioalbum. Albumet släpptes 22 juni, 1998 av skivbolaget Century Media. Låten "Watching over Me" handlar om gitarristen och grundaren Jon Schaffers nära vän som omkom i en MC-olycka, och som var den som föreslog namnet Iced Earth till Schaffers band.
De tre avslutande låtarna på albumet är en trilogi som handlar om bandets maskot Set Abominae, som introduceras på albumet, och figurerar på omslaget.

## Låtlista
1. "Burning Times" (Matt Barlow/Jon Schaffer) – 3:43
2. "Melancholy (Holy Martyr)" (Schaffer) – 4:47
3. "Disciples of the Lie" (Schaffer) – 4:03
4. "Watching Over Me" (Schaffer) – 4:28
5. "Stand Alone" (Barlow/Schaffer) – 2:44
6. "Consequences" (Schaffer) – 5:36
7. "My Own Savior" (Barlow/Jim Morris/Schaffer) – 3:39
8. "Reaping Stone" (Barlow/James MacDonough/Schaffer) – 4:01
9. "1776" (Instrumental) (Schaffer) – 3:33
10. "Blessed Are You" (Schaffer) – 5:05
11. "Prophecy" (Schaffer) – 6:18
12. "Birth of the Wicked" (Schaffer) – 4:16
13. "The Coming Curse" (Schaffer) – 9:33

## Medverkande
Musiker (Iced Earth-medlemmar)
- Jon Schaffer – gitarr, bakgrundssång
- Matt Barlow – sång
- James MacDonough – basgitarr

Bidragande musiker
- Larry Tarnowski – sologitarr (spår 1–3, 5–13)
- Mark "The Creeper" Prator – trummor
- Susan McQuinn – flöjt (spår 9)
- Howard Helm – piano (spår 13)
- Roger Hughes – mandolin (spår 10)
- Jim Morris – sologitarr (spår 4), keyboard, bakgrundssång

Produktion
- Jim Morris – producent, ljudtekniker
- Carsten Drescher – omslagsdesign
- Travis Smith – omslagskonst
- Greg Capullo – omslagskonst
- Jon Schaffer – logo
- Olga MacRae – foto
- Michael Haynes – foto